# 装輪戦車

APP-6Aにおける兵科記号

装輪戦車（そうりんせんしゃ、英語: Wheeled Tank）は、大口径の主砲、特に戦車砲ないし対戦車砲を主武装とした装輪装甲車の通称である。
あくまで通称であり、この形態の車両の機能性能は技術的制約からおおよその範囲に収斂するものの、運用や呼称は所属ごとに機動砲システム、戦闘偵察車、機動戦闘車（日本）、火力支援車両 (fire support vehicle)、突撃砲、対戦車車両、空挺戦車、単に自走砲や装甲車などまちまちである。実際のところ装輪戦車という呼称が制式名称として使われることは稀であり、運用的にも戦車相当として扱われることは後述する構造的制約から通常無い。

## 概要

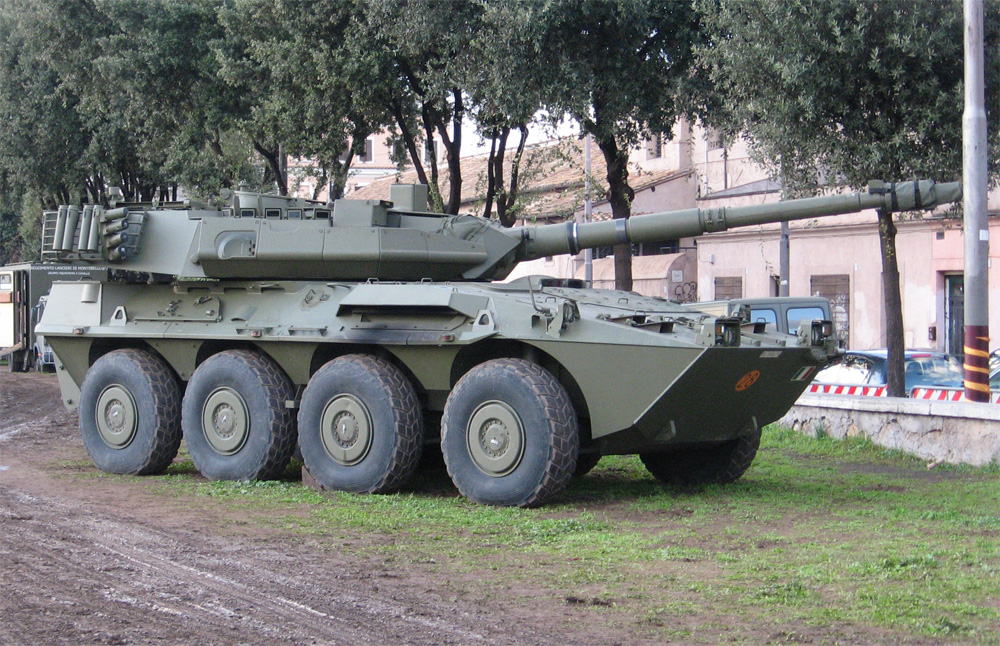
イタリアのチェンタウロ戦闘偵察車

偵察戦闘車に近いものと、空挺戦車に近いものの2系列に大別される。偵察戦闘車型は威力偵察に投入されることから、戦術機動力を優先して6輪や8輪の大型の車体を採用しており、10トン以上（多くは20トン以上）と重量級の車両となっているほか、主力を掩護するために対戦車車両としての活動も考慮している場合が多い。一方、空挺戦車型は、空挺部隊や緊急展開部隊に対して応急的な機甲火力を提供することを目的としており、戦略機動力を優先して10トン未満の軽量な車両であることが多い。
主力戦車に比べると、自走して長距離を高速で移動でき、輸送機による空輸が可能であることから、戦略機動力に優れている。また、燃料や予備部品の所要量が少なく、兵站上の負担も軽い。
一方で、軽量化のために装甲は機銃弾ないし小口径の機関砲弾や榴弾の弾片に耐える程度のものであり、装輪式であるために泥濘地など不整地での戦術機動力も劣る。したがって主力戦車に期待される性能を持たないため、別カテゴリーの兵器とされる。

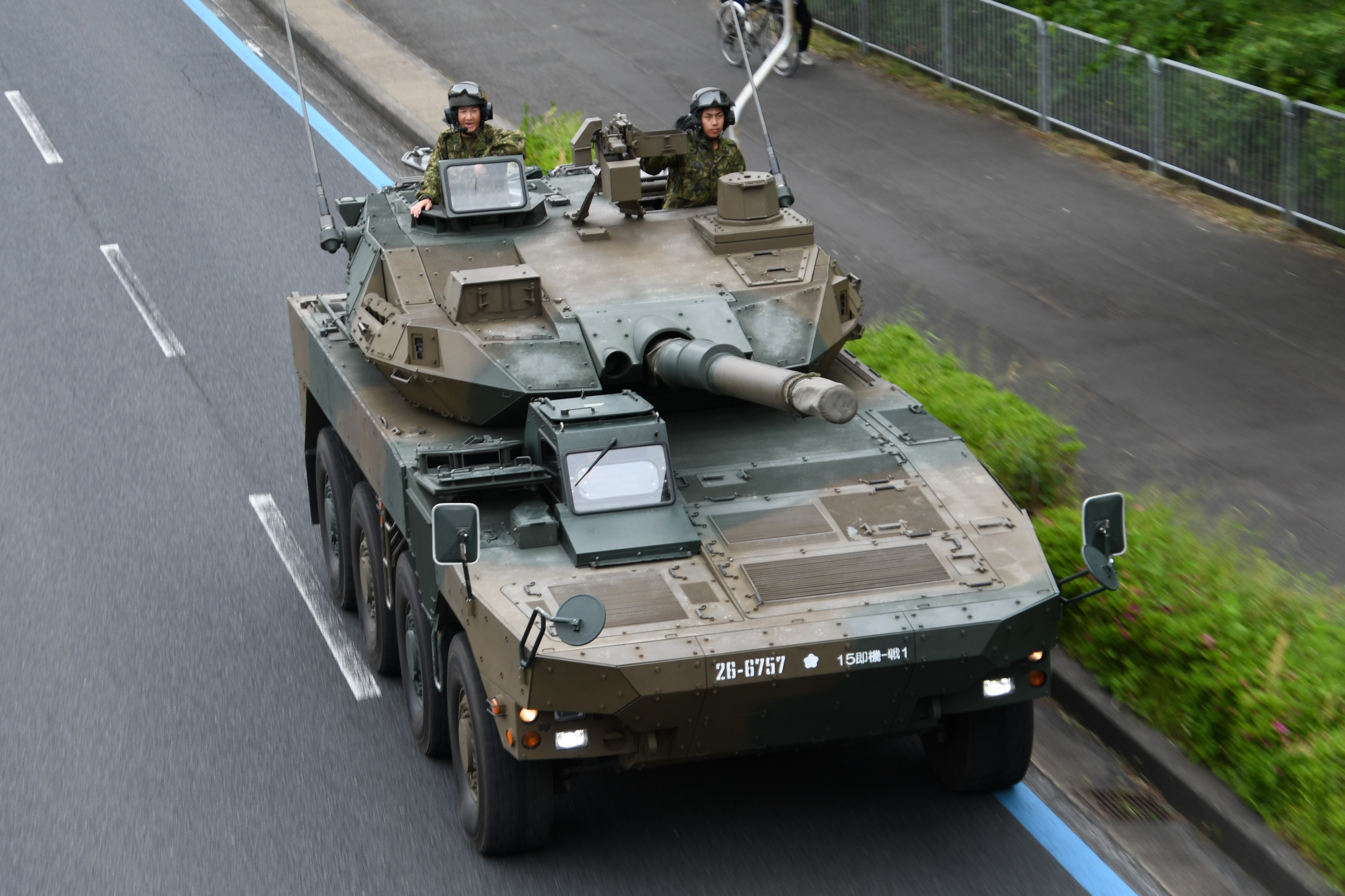
路上の16式機動戦闘車

西ヨーロッパ・南ヨーロッパ諸国においては、この種の車両を配備する傾向が比較的強い。これらの国々は海外領土や植民地を多く有するため、遠隔地の警備隊や緊急展開部隊においては空挺戦車型が広く配備されているほか、本土の主力部隊においても偵察戦闘車型が配備されている。また、グローバル化に伴う非対称戦争・低強度紛争の増加を受けて、アメリカ陸軍では機動砲システム (MGS)、陸上自衛隊でも16式機動戦闘車 (MCV) の名称で、このカテゴリーの装備を開発した。
中国陸軍の現用装備である02式装輪突撃砲（及び退役した類似車両）は、装輪式で回転式砲塔を有しており、自走反担克砲（対戦車自走砲）とも呼ばれるが、砲兵科に配備され突撃砲と呼称されている。なお、より新式の類似装備である11式105mm装輪突撃「車」は米軍のストライカー旅団に範をとった機械化歩兵部隊に配備されている。

## 歴史

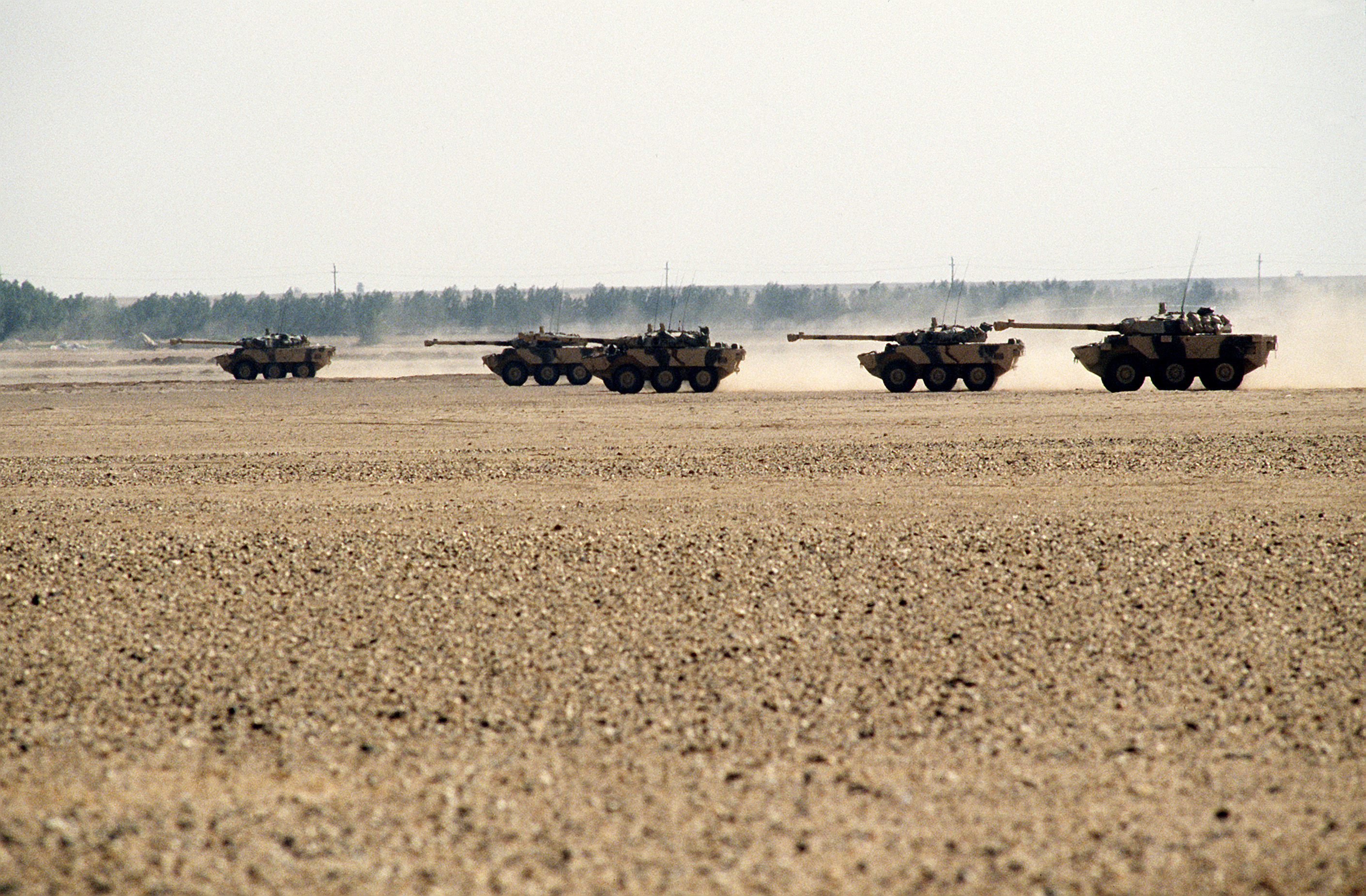
湾岸戦争時のAMX-10RC

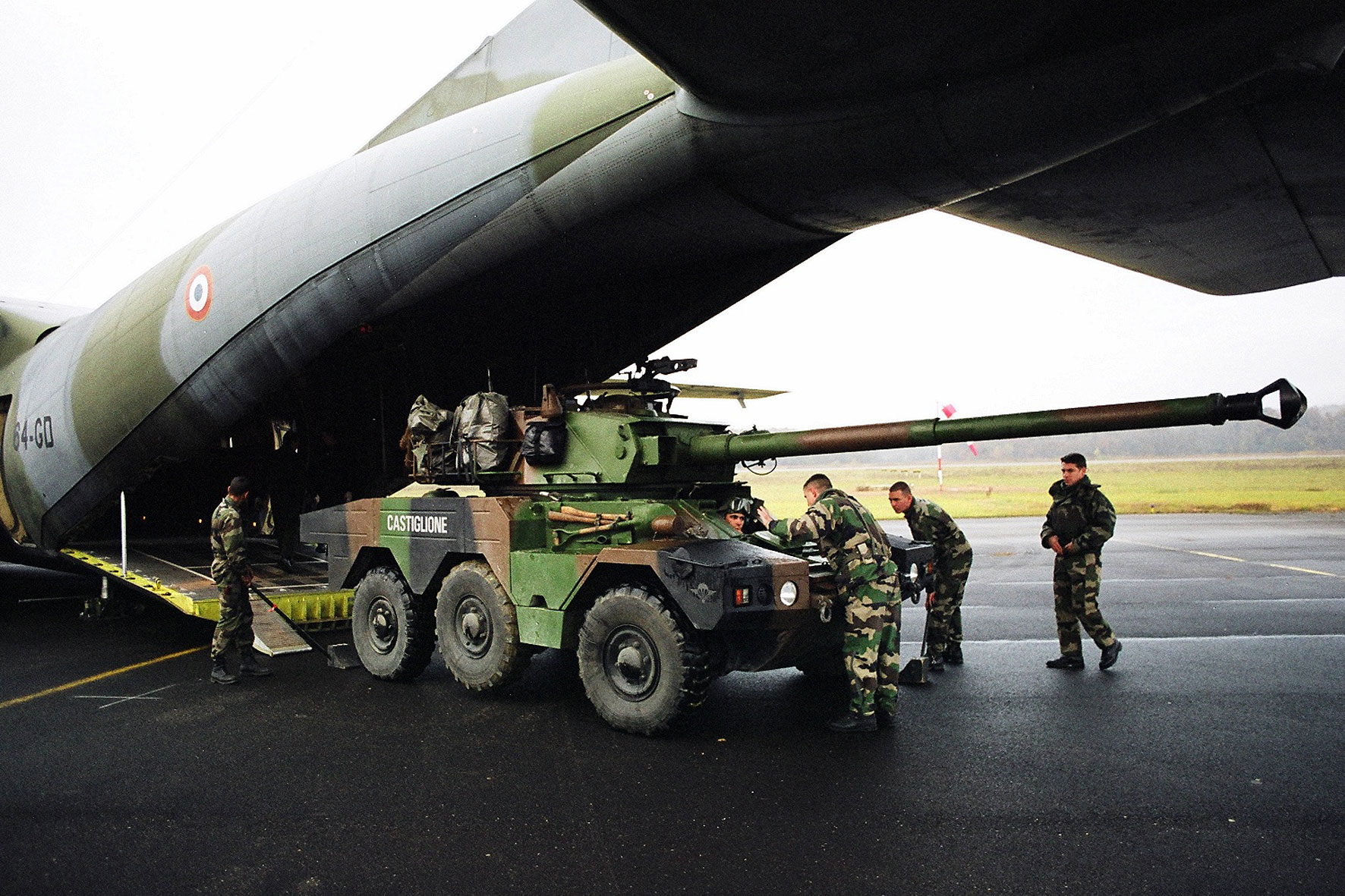
C-160 トランザール輸送機による空輸準備中のERC-90

小-中口径の火砲を搭載した装輪装甲車は、装甲戦闘車両の黎明期から第二次世界大戦期にかけても多種類が存在したが、第二次大戦後に対戦車ミサイルが発達すると火砲を搭載しなくとも高い対装甲火力を持つことが可能となったため、"火砲を搭載した装輪装甲車"というジャンルの装甲戦闘車両は衰退することとなった。
後述のように、装輪式の走行装置では舗装路上での高速走行性能が高い代わりに反動の大きな火砲を射撃した際の安定性が保てないため、対戦車ミサイルの登場後は対装甲戦闘能力を得るために強力な火砲を搭載する必要性はあまり無くなったが、軽装甲や歩兵といった目標に対して汎用性があり、緊急/遠距離展開能力を備えた装甲戦闘車両の需要は多く、特に冷戦終結後は主力戦車の配備数減勢、高価化、大重量化が進み、代替・補完の機動戦力が求められ、それに応じる形で「大口径砲を搭載した装輪装甲車」が再び開発されるようになった。
技術の進歩によって主力戦車用の高度な火器管制装置が普及すると、こういった戦車と同等の射撃精度を持たせることも価格しだいでは可能となり、冷戦の終結後には各国で「緊急/遠距離展開能力の高い汎用装甲戦闘車両」が求められるようになったことから、こうした「大口径砲を搭載し、戦車の代用戦力として多用途に用いることも不可能ではない装輪装甲車」が注目を集めるものとなり、「装輪戦車」という通称も生み出された。

### 実戦
フランスは装輪戦車の実戦投入に積極的な国であり、レバノン平和維持活動、湾岸戦争、西サハラ問題、ユーゴスラビア紛争、第1次・第2次コートジボワール内戦、チャド内戦（トヨタ戦争）、アフガニスタン紛争、セルヴァル作戦などにERC-90やAMX-10RCを投入している。
アメリカ軍はイラクとアフガニスタンにストライカーMGSを実戦投入しており、スラット装甲を追加するなどの追加改修を行っている。

## 有用性

### 走行装置

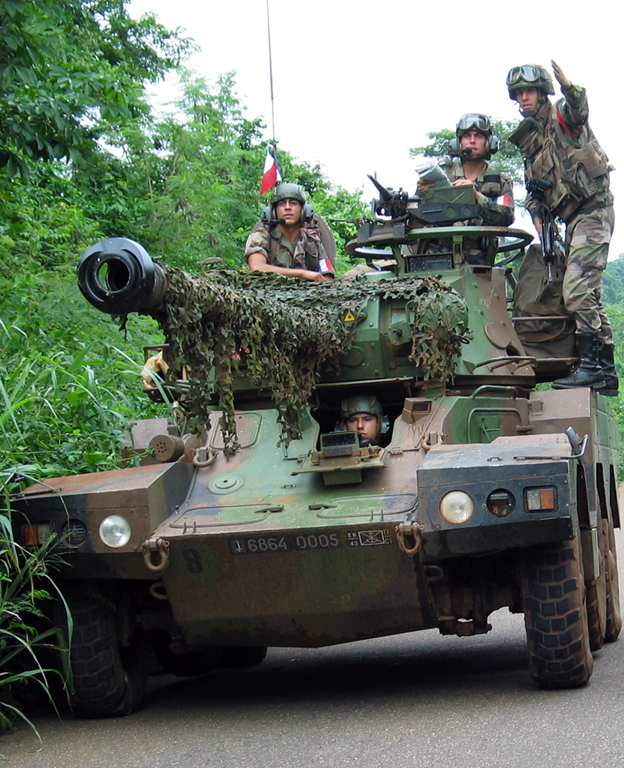
ERC-90

装輪戦車は装軌式の戦車に比べて車重が軽いことに加え、車輪式の走行装置は"踏ん張り"が効かないので砲の反動を十分に受け止めることは難しく、発砲時の車体の大きな動揺によって射撃の精密性や連続射撃能力が劣り、側方射撃時には転倒を避けるために砲の威力に制限が生じる。高度な火器管制装置と駆動/懸架機構を備えることで戦車と同等の攻撃性能を備えようとした装輪戦車は必然的に高価で複雑な車両となり、装軌式の車両に対する「低価格」「機構が簡便で故障が少なく整備も容易である」という利点が失われる傾向がある。
装輪式であるため、装軌式の走行装置にはない多くの長所を備える。高速巡行性能と同時に比較的低燃費ゆえの長い巡航距離が得られる。低騒音で土煙の巻き上げも少ないので被発見性が低い。振動が少ないので車内搭載機器などの低故障率と乗員の疲労も少ないことが期待できる。1輪や2輪程度の走行輪の破損や欠損時にもある程度の走行が期待できる。低燃費と低故障は兵站への負担が軽くなる。市民に対する威圧感が減じられる。一方で、装輪式故の短所もある。越壕性能や越堤性能、登坂性能、悪路の踏破性能では装軌式に劣る。信地旋回や超信地旋回はできないため、隘路では行動の自由が制限される。比較的車高が高くなるため、被発見性と被弾率が高まる。
装輪式である限りは走行装置の接地圧は装軌式に対して絶対的に大きくなり、軟泥地などの踏破性を確保するには車体重量をあまり過大にはできず、装甲厚の制限によって耐弾性能が装軌式に比べて劣る。

### 砲システム

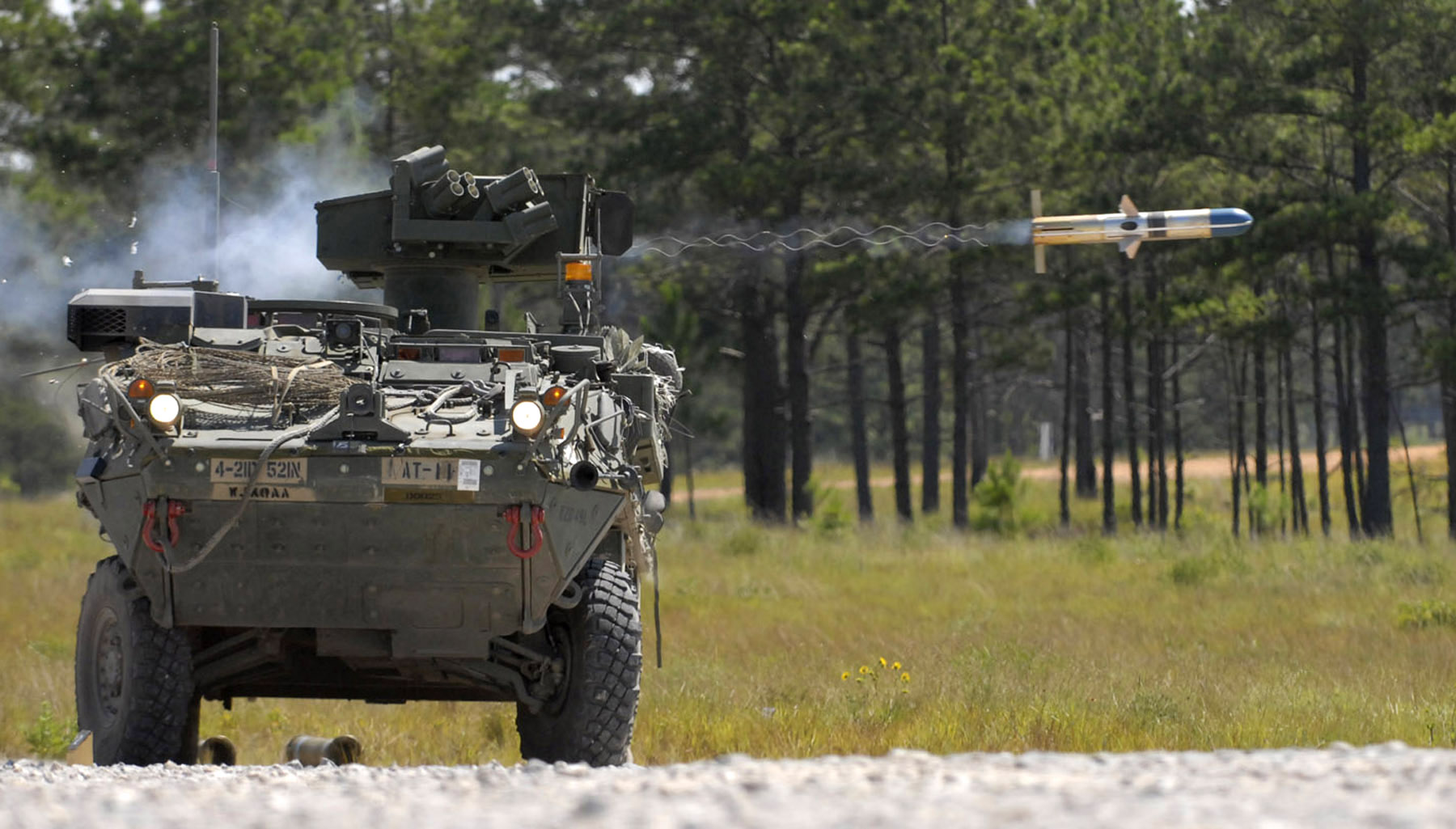
M1134 ATGMから発射されるBGM-71 TOW対戦車ミサイル。有線誘導方式のため目標にミサイルが命中するまで発射車両が敵に暴露する弱点を持つ

対戦車車両としては対戦車ミサイルを主武装とした装輪車両もあり、M1134 ATGMや9P122などが存在する。しかし、対戦車ミサイルは飛翔速度で砲に劣り、誘導方式によっては発射車両を危険に晒すという弱点を持ち、かつ単価が高い。また、一般的な陸上戦闘では戦車のような厚い装甲を備えた車輌以外にも、軽装甲車輌や歩兵、陣地を目標とする場合があり、こういった突撃砲に近い任務ではミサイルよりも、安価で多様な砲弾が使えて必要ならば曲射射撃まで行える戦車砲の方が適していることが多い。対戦車ミサイルは厚い装甲板を穿孔する能力に特化しているものが主流であり、榴弾のような全周方向への攻撃力は劣っている。
装輪戦車に使われている砲は、対戦車能力を重視した場合で105 mm、自走歩兵砲として火力支援能力を重視した場合は90 mmや76 mm程度で、かつ、冷戦以前のものはコッカリル90　mmなど低圧砲であることが多いため、現代の主力戦車の前面装甲を貫けない可能性が高く、脆弱な装甲と相まって多くの場合、対戦車戦闘は避けなければならない。ただし、技術の進歩によって近年ではロイヤル・オードナンス L7やそれに準じるフルスケールの戦車砲を採用するものが多く、加えて105 mm砲用APFSDSの性能は飛躍的に向上しており、ベルギーで2002年に開発されたM1060A3は侵徹力が460 mmに達している。これは90式戦車で使用されているJM33の原型であるDM33に匹敵する。2020年にイタリア陸軍から正式発注されたチェンタウロⅡは現用主力戦車並みの120 mm滑腔砲を装備する。また、多くの国では高価な現用戦車を購入することができず、旧式化した戦車を使用している場合が多く、南アフリカ共和国軍のルーイカットのようにそれらを仮想敵とする場合もある。

### 車体
大重量強反動の主砲を扱うため、重心を低く抑え歩兵キャビンを持たない専用設計のものが多数派である。これは、戦車砲弾薬が大きくかさばるため、満足な携行弾数と乗員以外に割けるスペースがそうそう無いという理由もある。冷戦後近年、装甲戦闘車両のファミリー化が一般的になり、ベースモデルの装甲兵員輸送車に砲塔を架装した装輪戦車型も多くラインナップされているが、採用に到ったものはまだ多くない。逆に、車体の大幅な改設計が必要にはなるが、重装備の装輪戦車の余力のある走行系や下部車台構造を流用した派生型やファミリー車両は多く開発されてきた。

### 評価
攻防性能から見て戦車に対しては劣るものの、かつての突撃砲のように安価かつ多様な任務に対応できる車両である。戦略機動性・即応性に優れており、国土が広く舗装道路網が整備されている国では、戦車に先着して事態の悪化を防ぐ任務や、海外派兵における緊急展開部隊に使用されている。ベルギー陸軍のように、国情から戦車の運用を止めて装輪戦車の運用にシフトした軍もある。
しかし、装軌式の戦車と同等の能力を求めてゆくと、大型且つ高価で複雑な車両であるにもかかわらず装輪式の車体故の欠点を完全に克服することは難しく、費用対効果の面からはその有用性については疑問も多い。むしろ冷戦終結時の脅威度減少の見込みが外れ、軍用車両全体の重防護化が進んでいる中で、装輪装甲車自体の限界が見え始めており、アメリカ軍はストライカーMGSを2022年度に早期退役させることを決定し、入れ替わる形でMPF軽戦車M10ブッカー戦闘車を採用するなど、装軌車への回帰の兆しも現れている。
近年は、歩兵戦闘車でも大口径機関砲や100 mm砲（BMP-3など）を装備する傾向にあり、装輪戦車の任務を担えるようになってきているが、中国の11式105 mm装輪突撃車、日本の16式機動戦闘車、イタリアのチェンタウロⅡなど新規開発も継続して行われている。

## 代表的な機種
アメリカ合衆国
- M8装甲車
- LAV-600
- M1128 ストライカーMGS

 イギリス
- FV601 サラディン

 イタリア
- チェンタウロ戦闘偵察車
- チェンタウロII MGS 120/105

 カナダ
- AVGP クーガー

 中国
- 02式装輪突撃砲（中国語版）[注 9]
- 11式105mm装輪突撃車[注 10]

 日本
- 16式機動戦闘車

 フランス
- EBR装甲車
- AML装甲車
- VBC-90
- AMX-10RC
- ERC 90装甲車

 南アフリカ共和国
- ルーイカット装甲車
- ラーテル90（AML 90砲塔搭載型）

 ブラジル
- EE-9 カスカベル